# Zwangsprostitution
Zwangsprostitution bezeichnet die illegale Praxis, Menschen zur Arbeit als Prostituierte zu zwingen. Davon betroffen sind überwiegend Frauen und Kinder. Zwangsprostitution tritt in der Regel im Zusammenhang mit Menschenhandel zum Zweck der sexuellen Ausbeutung auf. Der Zwang kann durch physische und psychische Gewalt, Täuschung, Erpressung, Ausnutzung einer Zwangslage oder der Hilflosigkeit des Opfers ausgeübt werden.
Zwangsprostitution ist im Strafgesetzbuch (Deutschland) erst seit dem 15. Oktober 2016 im § 232a (StGB) definiert. Zuvor war der Begriff rechtlich nicht definiert. Es handelte sich um eine Wortschöpfung, die zuvor in der medialen und politischen Debatte benutzt wurde.

## Moderne Zwangsprostitution in Europa
Der organisierte Menschenhandel entwickelte sich in Europa nach dem Zusammenbruch des Ostblocks und verstärkte sich im Verlauf der Jugoslawienkriege der 1990er Jahre. Die Schengener Abkommen und die Errichtung des Europäischen Binnenmarkts 1993 kamen als verstärkendes Element in derselben Zeit dazu. Seither werden zumeist junge Mädchen und Frauen aus Osteuropa von organisierten Banden nach Westeuropa gelockt, indem man ihnen eine lukrative Arbeit etwa als Serviererin oder Aupair verspricht. Nach ihrer Ankunft werden ihnen die Papiere abgenommen, damit sie sich im fremden Land nicht frei bewegen können und abhängig bleiben. Auch Deutschland wird vorgeworfen, nicht entschieden gegen Menschenhandel vorzugehen, da die Bundesregierung einige Vorgaben aus Brüssel nicht gesetzlich verankert habe.
Durch die weitgehende Legalisierung von Prostitution seit dem Jahr 2002 bei gleichzeitigem Fehlen obligatorischer Prüfungen für das Betreiben von Prostitutionsstätten habe sich in Deutschland ein „Eldorado für Zuhälter und Bordellbetreiber“ entwickelt, urteilte ein leitender deutscher Kriminalbeamter im Jahr 2011.

## Statistiken

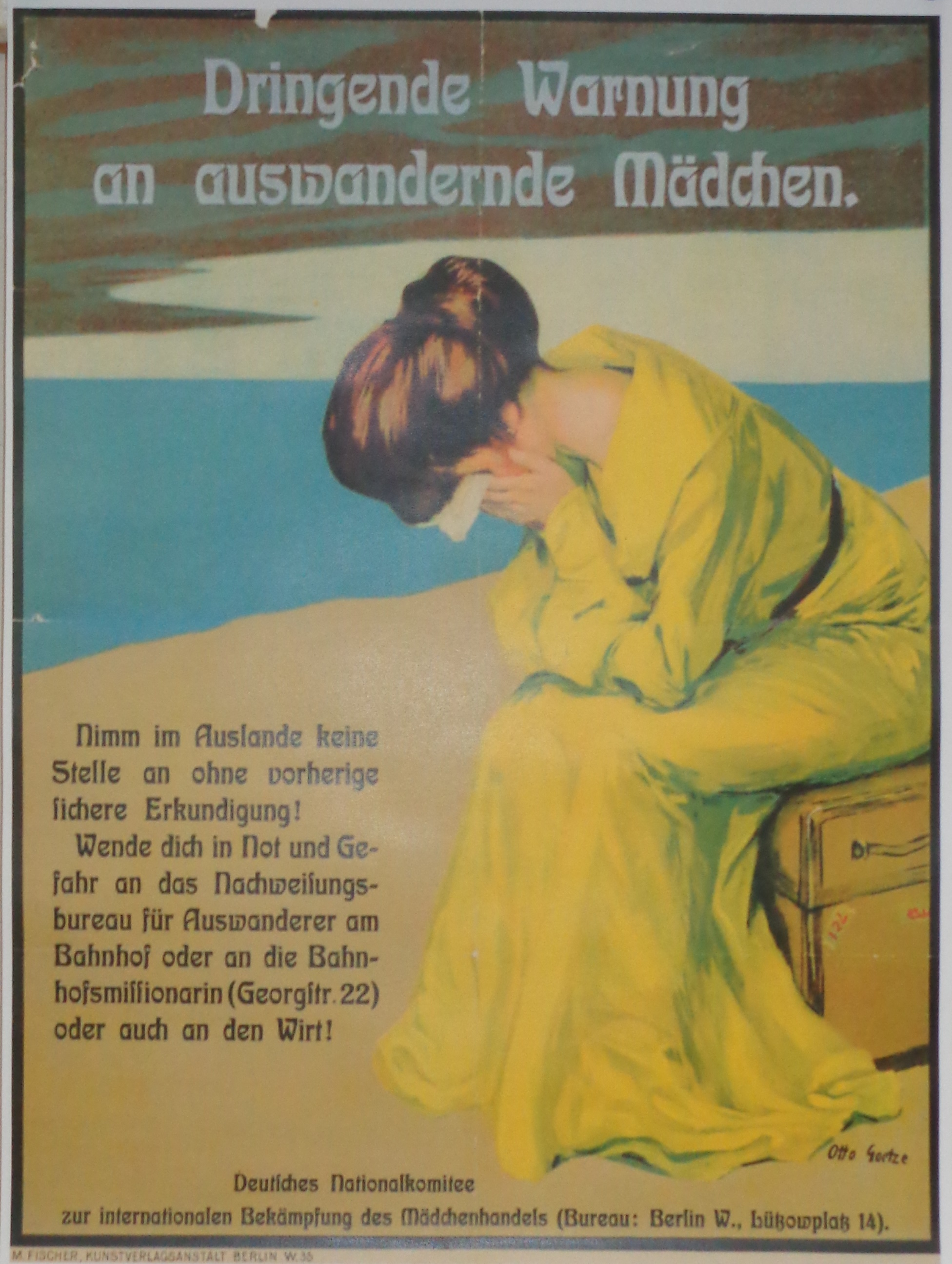
Ein Warnplakat aus der Zeit um 1900 zeigt: Früher war Deutschland eine Herkunftsregion der Opfer. Heute ist es vorwiegend eine Zielregion

Das Bundeskriminalamt veröffentlicht regelmäßig einen Lagebericht zum Menschenhandel. Die Erhebung basiert auf den Ermittlungsverfahren wegen Verdachts auf Menschenhandel, im Jahr 2022 wurden 346 (2021: 291) Ermittlungsverfahren in Deutschland im Bereich des Menschenhandels zum Zweck der sexuellen Ausbeutung abgeschlossen. Es wird vermutet, dass sich dahinter ein großes Dunkelfeld verbirgt, zumal nur etwa 10 Prozent der Täter vor Gericht landen und erst nach meist langer Prozessdauer verurteilt werden. In vielen Ländern gibt es keine Statistiken. Laut der damaligen EU-Innenkommissarin Cecilia Malmström, die sich auf eine im Jahr 2010 veröffentlichte EU-Studie bezieht, ist die offizielle Zahl der Opfer von Menschenhandel zwischen 2008 und 2010 um 18 Prozent gestiegen: von 6.309 auf 7.418 im Jahr. Mit den Zahlen der EU-Länder, deren Daten im Jahr 2008 nicht vorhanden waren, ergibt sich 2010 eine Zahl von 9.528 Opfern. Insgesamt wurden zwischen 2008 und 2010 in der EU 23.623 Opfer von Menschenhandel offiziell registriert, zwei Drittel davon wurden zur Prostitution gezwungen.
| Jahr | Anzahl Verfahren | Veränderung z. Vorjahr (%) | Anzahl Opfer | Veränderung z. Vorjahr (%) | Anzahl Tatverdächtige | Veränderung z. Vorjahr (%) |
| ---- | ---------------- | -------------------------- | ------------ | -------------------------- | --------------------- | -------------------------- |
| 2022 | 346              | + 18,9                     | 476          | + 14,1                     | 488                   | + 24,8                     |
| 2021 | 291              | ± 0,0                      | 417          | + 2,7                      | 391                   | - 7,1                      |
| 2020 | 291              | + 1,4                      | 406          | - 4,9                      | 421                   | - 2,1                      |
| 2019 | 287              | - 19,4                     | 427          | - 0,7                      | 430                   | - 22,1                     |
| 2018 | 356              | + 8,9                      | 430          | - 12,1                     | 552                   | + 5,5                      |
| 2017 | 327              | - 9,9                      | 489          | + 0,2                      | 523                   | - 0,2                      |
| 2016 | 363              | - 0,3                      | 488          | + 17,3                     | 524                   | - 9,0                      |
| 2015 | 364              | - 7,1                      | 416          | - 25,3                     | 573                   | + 13,0                     |
| 2014 | 392              | - 7,8                      | 557          | + 3,0                      | 507                   | - 19,0                     |
| 2013 | 425              | - 13,0                     | 542          | - 11,0                     | 625                   | - 19,0                     |
| 2012 | 491              | + 2,0                      | 612          | - 5,0                      | 769                   | + 2,0                      |
| 2011 | 482              | + 3,0                      | 640          | + 5,0                      | 753                   | + 3,0                      |
| 2010 | 470              | - 12,0                     | 610          | - 14,0                     | 730                   | - 6,0                      |
| 2009 | 534              | + 11,0                     | 710          | + 5,0                      | 777                   | - 1,0                      |
| 2008 | 482              | + 6,0                      | 676          | - 2,0                      | 785                   | + 10,0                     |
| 2007 | 454              | + 29,0                     | 689          | - 11,0                     | 714                   | + 8,0                      |
| 2006 | 353              | + 11,0                     | 775          | + 21,0                     | 664                   | - 2,8                      |
| 2005 | 317              | - 14,3                     | 642          | - 34,0                     | 683                   | - 12,1                     |
| 2004 | 370              | - 14,0                     | 972          | - 21,3                     | 777                   | - 30,0                     |
| 2003 | 431              | + 19,7                     | 1.235        | + 36,6                     | 1.110                 | + 20,6                     |
| 2002 | 289              | ./.                        | 811          | ./.                        | 821                   | ./.                        |

Der Missbrauchsskandal von Rotherham in Großbritannien beispielsweise deckte rund 1400 Fälle im Umkreis einer nordenglischen Stadt auf, die im Rahmen einer Untersuchung durch das britische Parlament bekannt wurden. Ein umfassender Bericht erschien im August 2014 und bezeichnet die Fälle mit dem Sammelbegriff als sexuellen Missbrauch und Ausbeutung.

## Rekrutierung nach der Loverboy-Methode
Ungefähr seit dem Jahr 2000 wurde man in den Niederlanden auf sogenannte „Loverboys“ aufmerksam. Der Begriff wurde dann in diesem Zusammenhang auch in Belgien verwendet und seit Mitte der 2000er Jahre auch in deutschen Publikationen. Im Mai 2009 berichtete Bravo Girl als erstes deutsches Magazin von der Problematik.
Betroffen sind oft minderjährige Mädchen und junge Frauen aus allen Gesellschaftsschichten, oft mit geringem Selbstbewusstsein oder großer Schüchternheit. Sie werden von den Loverboys, oft auch gerade erst Volljährigen, angesprochen, und ihnen wird zunächst vorgegaukelt, die Loverboys seien in sie verliebt. Die Loverboys geben ihnen Aufmerksamkeit, Komplimente, Zuneigung und oft auch Geschenke. Gleichzeitig machen sie die Opfer emotional abhängig und entfremden sie ihrem Verwandten- und Bekanntenkreis. Später verleiten oder zwingen sie sie zur Prostitution. Oft gaukeln sie ihren Opfern vor, das so verdiente Geld zum Aufbau einer gemeinsamen Zukunft verwenden zu wollen. Die Opfer sind oft schwer zu erkennen. Einerseits stecken sie meist gerade in der Pubertät und verändern sich auch dadurch stark; andererseits haben einige bereits gelernt, ein Parallelleben mit Lügen und Leugnen zu führen. Teilweise achten die Loverboys auf regelmäßigen Schulbesuch. Manchmal sind sie der Familie als Freund bekannt.
Es gibt eine Reihe von Auffälligkeiten im Verhalten, die auf diese Form des Missbrauchs hinweisen können, wenn sie bei einer Person gehäuft zusammentreffen. Eine Auflistung dieser Symptome, die ohne Häufung bei vielen pubertierenden Jugendlichen auftreten, hat die „Elterninitiative für Loverboy Opfer Deutschland“ (eilod.de) zusammengestellt.
Die pensionierte Kommissarin Bärbel Kannemann, Aktivistin zum Schutz vor den Loverboys, gab im Januar 2015 an, ihr seien in den Niederlanden rund 3000 und in Deutschland seit 2010 rund 200 Fälle bekannt. Bis September 2015 stieg die Anzahl der Kannemann bekannten Fälle auf 800. Die Expertengruppe für die Bekämpfung des Menschenhandels des Europarates (Group of Experts on Action against Trafficking in Human Beings – GRETA) geht unter Berufung auf das deutsche Bundeskriminalamt von 671 Fällen für Deutschland in 2017 aus. Im Sommer 2019 beschäftigte sich der Landtag Nordrhein-Westfalen im Rahmen einer öffentlichen Anhörung mit dem Thema. Das Willem-Pompe-Institut für Kriminalwissenschaften Utrecht ging schon 2004 davon aus, dass mindestens 100 der 400 Prostituierten im Amsterdamer Rotlichtviertel Loverboy-Opfer sind. In der Schweiz wurden per 2020, bezogen auf die letzten drei Jahre, über 30 als Loverboy-Fälle klassifizierbare Beziehungen bei der nationalen Meldestelle ACT212 gemeldet.

## Strafverfolgung von Menschenhandel zum Zwecke der sexuellen Ausbeutung

### Art der Straftaten
Gegen die Opfer werden häufig schwerste Straftaten gegen die sexuelle Selbstbestimmung, gegen die persönliche Freiheit und gegen die körperliche Unversehrtheit begangen. Als Nebenstraftaten kommen meist Steuerhinterziehung, Geldwäsche und Verstöße gegen das Arbeits-, Ausländer- und Sozialversicherungsrecht hinzu.

### Problematik
Die Strafverfolgung des kriminellen Menschenhandels gilt als extrem schwierig, da die Tätergruppen sehr straff organisiert und professionell vorgehen und es extrem wenige Strafanzeigen oder Hinweise durch die Opfer gibt, gleichzeitig aber die Opferaussage auch bei Vorliegen anderer Beweise die Voraussetzung für die Strafverfolgung ist. Die Opfer sind zu eingeschüchtert, um sich an die Behörden zu wenden. Sie haben Angst vor den Tätern, welche nicht nur sie, sondern insbesondere auch ihre Angehörigen bedrohen, und müssen – spätestens nach Abschluss des Verfahrens – oft mit ihrer Abschiebung in ihre Heimatländer rechnen.
Diese Probleme bei der Strafverfolgung führen zu einer sehr hohen Dunkelziffer in diesem Bereich der Kriminalität.
Aufgrund der Probleme der Strafverfolgungsbehörden, die Zuhälter und Menschenhändler wirkungsvoll zu bekämpfen, gibt es EU-weit Bestrebungen, stattdessen die Freier, die die Dienste der Zwangsprostituierten in Anspruch nehmen, strafrechtlich zu belangen.

### Vereinte Nationen

#### Allgemeine Erklärung der Menschenrechte
Die Allgemeine Erklärung der Menschenrechte wurde von der Vollversammlung der Vereinten Nationen per Resolution 217 A (III) am 10. Dezember 1948 verabschiedet. Obwohl sie als Erklärung keinen völkerrechtlich verbindlichen Charakter besitzt, wird sie im Allgemeinen als Bestandteil des Rechts der Vereinten Nationen angesehen.
Die Praxis der Zwangsprostitution verstößt gegen viele der in der Erklärung verbrieften Grundrechte:
- Art. 1: „Alle Menschen sind frei und gleich an Würde und Rechten geboren. (…)“ Den Zwangsprostituierten werden Würde und Rechte genommen.
- Art. 2: „Jeder Mensch hat Anspruch auf die in dieser Erklärung verkündeten Rechte und Freiheiten, ohne irgendeine Unterscheidung, wie etwa nach … Geschlecht … oder sonstigen Umständen.“ Den Zwangsprostituierten werden diese Rechte vorenthalten, da sie oft als Leibeigene betrachtet werden.
- Art. 3: „Jeder Mensch hat das Recht auf Leben, Freiheit und Sicherheit der Person.“ Zwangsprostituierte werden nicht selten ermordet, leben unfrei und genießen keinerlei Sicherheit.
- Art. 4: „Niemand darf in Sklaverei oder Leibeigenschaft gehalten werden; Sklaverei und Sklavenhandel sind in allen Formen verboten.“ Zwangsprostituierte werden wie Sklaven oder Leibeigene behandelt und von den Tätern wie Sachen gehandelt.
- Art. 5: „Niemand darf der Folter oder grausamer, unmenschlicher oder erniedrigender Behandlung … unterworfen werden.“ Zwangsprostituierte werden nicht selten gefoltert, nahezu immer unmenschlich und erniedrigend behandelt.
- Viele andere Rechte können von Zwangsprostituierten ebenfalls nicht wahrgenommen werden.

#### UN-Übereinkommen gegen die grenzüberschreitende organisierte Kriminalität
Die Konvention wurde erlassen mit der Resolution Übereinkommen der Vereinten Nationen gegen die grenzüberschreitende organisierte Kriminalität A/RES/55/25 vom 15. November 2000. Unterzeichnet wurde sie von Deutschland, Österreich und der Schweiz am 12. Dezember 2000, von der EU mit Beschluss 2004/579/EG des Rates vom 29. April 2004 (Amtsblatt L 261 vom 6. August 2004) abgeschlossen.
Nach Art. 1 ist Sinn des Übereinkommens die verbesserte Zusammenarbeit bei der Verfolgung der grenzüberschreitenden organisierten Kriminalität.

#### Protokoll zur Verhütung, Bekämpfung und Bestrafung des Menschen- und insbesondere Frauen- und Kinderhandels
Das Protokoll ist eine Anlage zum UN-Übereinkommen gegen die grenzüberschreitende organisierte Kriminalität und soll gemäß Artikel 2 den Menschen-, insbesondere den Frauen- und Kinderhandel, verhüten und bekämpfen. Die Opfer sollen unter Wahrung ihrer Menschenrechte geschützt werden. Dies soll durch eine verstärkte Zusammenarbeit der Staaten bei der Verfolgung und Verhütung solcher Taten geschehen. Der Rahmenbeschluss des Rates der Europäischen Union zur Bekämpfung des Menschenhandels (siehe unten) beruht auf diesem Protokoll.

### Europäische Union

#### Charta der Grundrechte der Europäischen Union
Die Zwangsprostitution verstößt gegen ein ganzes Bündel von EU-Rechtsvorschriften. Insbesondere ist Art. 5 der Charta der Grundrechte der Europäischen Union einschlägig, der als Art. II-65 Teil des neuen europäischen Verfassungsvertrages (VVE) sein wird. Das dort verankerte „Verbot der Sklaverei und der Zwangsarbeit“ ist Ausfluss der unantastbaren Würde des Menschen, die im ersten Artikel der Charta festgesetzt ist.
Die Charta wird durch Inkrafttreten der Verfassung bindend. Die Europäischen Grundrechte gelten jedoch nicht direkt zwischen natürlichen Personen, also beispielsweise zwischen ausgebeuteter Frau und deren Peiniger. Die Grundrechte binden zunächst nur die Organe der EU und die Mitgliedstaaten, soweit sie Unionsrecht ausführen (vgl. Art. II-111 VVE).
In der Folge müssen also alle Rechtsakte und Handlungen von EU-Organen bei ihren Handlungen die Grundrechte achten. So darf kein europäisches Gesetz oder Rahmengesetz beispielsweise die Zwangsprostitution direkt oder indirekt fördern.
Eine direkte Handlungspflicht der EU gegen die Zwangsprostitution lässt sich im Einzelfall nicht ableiten. Jedoch sind die Grundrechte auch Teil und Quelle einer allgemeinen Werteordnung, die den generellen Maßstab des Unionshandelns bildet. Hieraus lässt sich dann beispielsweise eine Koordinationsaufgabe der Union ableiten, die strafrechtliche Verfolgung in den Mitgliedstaaten bei grenzüberschreitendem Menschenhandel zu koordinieren.

#### Rahmenbeschluss des Rates zur Bekämpfung des Menschenhandels
Dieser Rahmenbeschluss soll die Umsetzung der Charta der Menschenrechte der Europäischen Union (insb. Art. 5 (3)) durch eine Angleichung der einschlägigen Rechtsvorschriften der Mitgliedsländer, vor allem hinsichtlich der internationalen Zusammenarbeit, verbessern.
Dazu wurden fußend auf diesem Rahmenbeschluss unter anderem einige Aktionsprogramme (STOP, STOP II) und gemeinsame Initiativen (Equal, Bekämpfung der Schleusung von Migranten, Austausch von Verbindungsrichtern und -staatsanwälten, Ausbau des europäischen justitiellen Netzes) beschlossen.
Die Mitgliedsländer hatten bis zum 1. August 2004 Zeit, ihre Rechtsvorschriften entsprechend anzupassen, und am 1. August 2005 prüfte der Rat die Wirksamkeit der Umsetzungen.
Insbesondere müssen die Sanktionen der Mitgliedsstaaten für die Täter (auch juristische Personen, z. B. Schleuserfirmen, Geldwäscheunternehmen) „wirksam, angemessen und abschreckend“ sein. Die Höchststrafe für die Täter sollte nicht unter acht Jahren Haft liegen, und es sollten Mittel der innereuropäischen Zusammenarbeit stärker in das nationale Recht einbezogen werden (insbesondere die gemeinsamen Maßnahmen gegen die Geldwäsche und gegen kriminelle Vereinigungen).
Die Opfer, besonders wenn sie minderjährig sind, sind zu schützen.
Die Taten sind grenzüberschreitend zu verfolgen. Zuständigkeitskonflikte sind zu vermeiden.

#### Entschließung des Rates über Initiativen zur Bekämpfung des Menschenhandels, insbesondere Frauenhandels
Mit seiner Entschließung vom 20. Oktober 2003 weist der Rat der Europäischen Union nochmals darauf hin, dass die Umsetzung der oben genannten Charta und des oben genannten Beschlusses von hoher Wichtigkeit sind und von den Mitgliedsstaaten mit angemessener Vehemenz verfolgt werden sollten. Die Problematik des Frauenhandels soll ins Bewusstsein gerückt und der Frauenhandel soll stärker bekämpft werden als bisher. Hierzu wird insbesondere eine verbesserte Zusammenarbeit der Mitgliedsstaaten angemahnt und die Nutzung bereits bestehender Möglichkeiten gefordert.

### Deutschland
Nach Angaben des Bundeskriminalamtes werden nur wenige Täter angezeigt und nach meist langer Prozessdauer verurteilt. Ein besonderes Problem stellen dabei die Grenzgebiete dar, weil dort zum Beispiel Frauen aus Osteuropa eingeschleust werden.

#### Rechtslage seit 2016

##### Systematik
Zwangsprostitution wird seit 15. Oktober 2016 nach § 232a StGB n. F. im Zusammenhang mit Menschenhandel (§ 232 StGB), zumeist in Form des Frauenhandels bestraft. In Erweiterung des allgemeinen Gültigkeitsbereiches des deutschen Strafgesetzbuches (StGB) wird gem. § 6 Nr. 4 in Verbindung mit §§ 232a, 232 StGB Zwangsprostitution auch dann verfolgt, wenn die Tat im Ausland begangen wurde.
In den Fällen der § 232 und § 232a Abs. 1 bis 5 StGB kann das Gericht gem. § 233b StGB Führungsaufsicht anordnen.
Taterträge aus der Zwangsprostitution unterliegen bei gewerbs- oder bandenmäßiger Begehung der selbständigen Einziehung (§ 76a Abs. 4 Satz 3 Nr. 1 Buchst. e StGB).
Am 1. Juli 2017 ist das Prostituiertenschutzgesetz in Kraft getreten, das Frauen auch vor Menschenhandel und Zwangsprostitution schützen soll.

##### Strafbarkeit der Kunden von Zwangsprostituierten
Seit 15. Oktober 2016 werden auch die Kunden von Zwangsprostituierten nach § 232a Abs. 6 StGB strafrechtlich verfolgt. Im nach der Bundestagswahl 2013 zwischen CDU/CSU und SPD ausgehandelten Koalitionsvertrag vereinbarten die Regierungsparteien, künftig „gegen diejenigen [vorzugehen], die wissentlich und willentlich die Zwangslage der Opfer von Menschenhandel und Zwangsprostitution ausnutzen und diese zu sexuellen Handlungen missbrauchen“. Gesetzliche Anpassungen wurden seit 2014 diskutiert und im Frühjahr 2016 mit dem Gesetz zur strafrechtlichen Verfolgung von Zwangsprostitution umgesetzt. Das Gesetz sieht Freiheitsstrafen von drei Monaten bis zu fünf Jahren für Kunden vor, welche die Situation von Zwangsprostituierten ausnutzen, wobei der Kunde unter Umständen straffrei bleiben kann, wenn er die Zwangsprostitution zur Anzeige bringt. Auch eine Bestrafung wegen sexuellen Übergriffs bzw. Vergewaltigung nach § 177 StGB kommt in Betracht, insbesondere seit die Vorschrift zum 10. November 2016 verschärft wurde.
Seit 1. Oktober 2021 können Kunden schon dann bestraft werden, wenn sie leichtfertig nicht erkannt haben, dass es sich um eine Zwangsprostituierte handelt. In diesem Fall ist die Strafe Freiheitsstrafe bis zu drei Jahren oder Geldstrafe.

#### Rechtslage vor 2016
Das Palermo-Protokoll der Vereinten Nationen aus dem Jahr 2000 und der EU-Rahmenbeschluss zur Bekämpfung des Menschenhandels vom 19. Juli 2002 führten mit Wirkung zum 19. Februar 2005 zu einer Gesetzesänderung. Mit dem 37. Strafrechtsänderungsgesetz wurden §§ 180b, 181 StGB a. F. durch Vereinfachung und Vereinheitlichung der Tatbestände in § 232a StGB a. F. neu geregelt. Seit Umsetzung der EU-Menschenhandelsrichtlinie von 2011 gilt § 232a StGB n. F.

##### Zwangslage, § 180b Abs. 1 Satz 1 StGB a. F.
Menschenhandel nach § 180b StGB lag vor, wenn jemand zu seiner persönlichen Bereicherung auf eine Person in einer Zwangslage (z. B. Geldnot) dahingehend einwirkte, dass diese Person der Prostitution zum Vorteil des Schädigers nachging.
Der Täter wird in diesen Fällen mit Geldstrafe oder Freiheitsstrafe bis zu fünf Jahren bestraft.

##### Hilflosigkeit, § 180b Abs. 1 Satz 2 StGB a. F.
Ebenfalls als Menschenhandel nach § 180b StGB wurde bestraft, wenn der Täter wissentlich zu seinem Vermögensvorteil auf eine Person, welche durch den Aufenthalt in einem fremden Land hilflos war, einwirkte, sexuelle Handlungen an oder vor dritten Personen vorzunehmen oder von oder vor Dritten an sich vornehmen zu lassen. Dieser Paragraph umfasste nicht die Prostitution im klassischen Sinne (siehe unten), sondern beispielsweise die Darbietung oder Erstellung pornographischen Materials unter Ausnutzung des Opfers zum Vermögensvorteil des Täters.
Der Täter wurde in diesen Fällen mit Geldstrafe oder Freiheitsstrafe bis zu fünf Jahren bestraft.

##### Prostitution einer hilflosen Person, § 180b Absatz 2 Nr. 1 StGB a. F.
Schärfer bestraft (Freiheitsstrafe von sechs Monaten bis zehn Jahren) wurde, wer die mit dem Aufenthalt in einem fremden Land verbundene Hilflosigkeit einer Person ausnutzte, um diese zur Prostitution zu überreden (§ 180b). Ein eigener Vermögensvorteil war nicht Tatbestandsmerkmal.

##### Prostitution von Jugendlichen, § 180b Abs. 2 Nr. 2, Absatz 3 StGB a. F.
Ebenfalls mit Freiheitsstrafe von sechs Monaten bis zehn Jahren wurde bestraft, wer eine Person unter 21 Jahren zur Prostitution überredete. Der Versuch war gemäß Absatz 3 strafbar. Ein eigener Vermögensvorteil war hier nicht Tatbestandsmerkmal.

### Österreich

#### § 216 StGB Zuhälterei
Der § 216 StGB wurde durch BGBl 2004/15 neugefasst und zuletzt durch BGBl 2013/116 geändert.
Er besitzt nur Gültigkeit von Straftaten zum Schaden von schon vorher im Inland wohnenden Personen, da § 217 StGB spezifisch die Rechtsfolgen des grenzüberschreitenden Prostitutionshandels festlegt und somit Spezialnorm für diese Fälle ist.
Nach Absatz 1 ist derjenige, der eine Person zur Erlangung einer fortlaufenden Einnahmequelle durch Prostitution ausnutzt, mit einer Freiheitsstrafe bis zu zwei Jahren zu bestrafen. Dieser Absatz betrifft nicht die Zwangsprostitution, sondern die Prostitution unter Einwilligung der Prostituierten.
Absatz 2 sieht für jemanden, der eine Person, um sich durch deren Prostitution eine fortlaufende Einnahme zu verschaffen, ausbeutet, einschüchtert, ihr die Bedingungen für die Ausübung der Prostitution vorschreibt oder mehrere solche Personen zugleich ausnutzt, eine Freiheitsstrafe bis zu drei Jahren vor.
Nach Absatz 3 ist für Taten der Absätze 1 und 2 eine Strafverschärfung auf Freiheitsstrafe von sechs Monaten bis zu fünf Jahren vorgesehen, wenn die Straftaten als Mitglied einer kriminellen Vereinigung (früher „Bande“) begangen wurden.
Ebenfalls mit Freiheitsstrafe von sechs Monaten bis zu fünf Jahren wird gemäß Absatz 4 bestraft, wer durch Einschüchterung eine Person davon abhält, die Prostitution aufzugeben.

#### § 217 StGB Grenzüberschreitender Prostitutionshandel
Der § 217 StGB bestraft das Zuführen oder Anwerben einer Person zur Prostitution in einem anderen Staat, als in dem, dessen Staatsangehörigkeit sie besitzt, unabhängig davon, ob sie sich schon in ihrer Heimat prostituiert hat.
Absatz 1 sieht für Fälle, in denen die Prostituierten ihrem Gewerbe freiwillig nachgegangen sind, eine Freiheitsstrafe von sechs Monaten bis zu zehn Jahren vor; bei Gewerbsmäßigkeit der Taten erhöht sich das Strafmaß auf ein Jahr bis zehn Jahre Freiheitsstrafe.
Der Absatz 2 bedroht im Falle der Zwangsprostitution, unabhängig von der Gewerbsmäßigkeit, die Täter mit Freiheitsstrafe von einem Jahr bis zu zehn Jahren.

#### Weitere Vorschriften
Insbesondere kommen auch die Vorschriften gegen Menschenhandel (§ 104 a StGB) und schwere Nötigung (Österreich) (§ 106 StGB) in Betracht.

### Schweiz
Im schweizerischen Strafgesetzbuch wurde Menschenhandel bis 30. November 2006 nur als Handel mit Menschen zum Zwecke der sexuellen Ausbeutung definiert und unter Menschenhandel und im Falle der Zwangsprostitution unter Förderung der Prostitution behandelt. Somit entsprach das StGB in seiner Beschränkung auf den Aspekt der sexuellen Ausbeutung nicht mehr den Definitionen des Menschenhandels der Vereinten Nationen und der Europäischen Union.
Im März 2000 reichte Nationalrätin Ruth-Gaby Vermot-Mangold eine Motion ein, die vom Nationalrat in ein Postulat umgewandelt wurde. Darin wird vom Bundesrat verlangt, die Gesetzgebung so anzupassen, dass die vom Menschenhandel betroffenen Personen besser geschützt und die Täter bzw. Kunden effizienter verfolgt werden. Dazu gehört nicht nur eine Revision des Opferhilfegesetzes, sondern auch des Strafrechts, Aufenthaltsrechts und Ausländerrechts. In der Folge dieses Auftrags setzte der Bundesrat eine interdepartementale Arbeitsgruppe (EJPD, EDI, EDA, EVD, EPD) ein, welche die Rechtslage in der Schweiz prüfte.
Um den Menschenhandel nach der Ratifizierung des Menschenhandels-Zusatzprotokolls der Vereinten Nationen besser bekämpfen zu können, wurde 2003 beim Bundesamt für Polizei die Koordinationsstelle gegen Menschenhandel und Menschenschmuggel eingerichtet.

#### Geschütztes Rechtsgut
Bei dem im Falle von Menschenhandel geschützten Rechtsgut handelt es sich um das Selbstbestimmungsrecht der betroffenen Person. Beeinträchtigt wird insbesondere die Entscheidungsfreiheit. Da bei einer beeinträchtigten Entscheidungs- oder Willensfreiheit eine eventuelle Einwilligung des Opfers unerheblich ist, wird das Selbstbestimmungsrecht auf jeden Fall verletzt. Der letzte Punkt wird von der Interdepartementalen Arbeitsgruppe Menschenhandel sehr kritisch gesehen, da hier die Gefahr bestehe, die Opfer zu bevormunden, was seinerseits nicht mit dem Selbstbestimmungsrecht dieser Personen vereinbar sei.

#### Erweiterte Strafverfolgung, Art. 5 und Art. 6 Absatz 1 StGB
Da die Schweiz sich durch Ratifizierung des Menschenhandels-Zusatzprotokolls der Vereinten Nationen verpflichtet hat, auch Menschenhandel, welcher im Ausland begangen wurde, zu verfolgen, kommt gemäß Art. 6 Absatz 1 StGB auch in diesen Fällen das Schweizer Strafrecht zur Anwendung, bei unter 18 Jahre alten Opfern nach Art. 5 sogar dann, wenn die Tat am Tatort nicht strafbar ist.

#### Menschenhandel, Art. 182 StGB
Nach Absatz 1 wird mit Freiheitsstrafe oder Geldstrafe bestraft, wer mit Menschen zum Zwecke der Prostitution oder sexuellen Ausbeutung, der Arbeitsausbeutung oder zwecks einer Organentnahme Handel treibt oder einen Menschen anwirbt. Die Höchststrafe ergibt sich aus Art. 40 StGB (Definition Freiheitsstrafe) und beträgt, da nichts anderes bestimmt ist, 20 Jahre.
Gemäß Absatz 2 beträgt die Mindeststrafe, wenn das Opfer minderjährig ist oder der Täter gewerbsmäßig handelt, 1 Jahr Freiheitsstrafe; Geldstrafe ist zusätzlich zu verhängen.

#### Förderung der (Zwangs-)Prostitution, Art. 195 lit. d StGB
Mit Freiheitsstrafe bis zu zehn Jahren oder Geldstrafe wird bestraft, wer eine Person in der Prostitution festhält. Gemäß dieser Vorschrift ist schon die Beeinträchtigung der Handlungsfreiheit einer Prostituierten strafbar. Der Begriff ist also viel weiter definiert als im deutschen Strafrecht.

## Einzelfälle

### Zwangsprostitution im Zweiten Weltkrieg

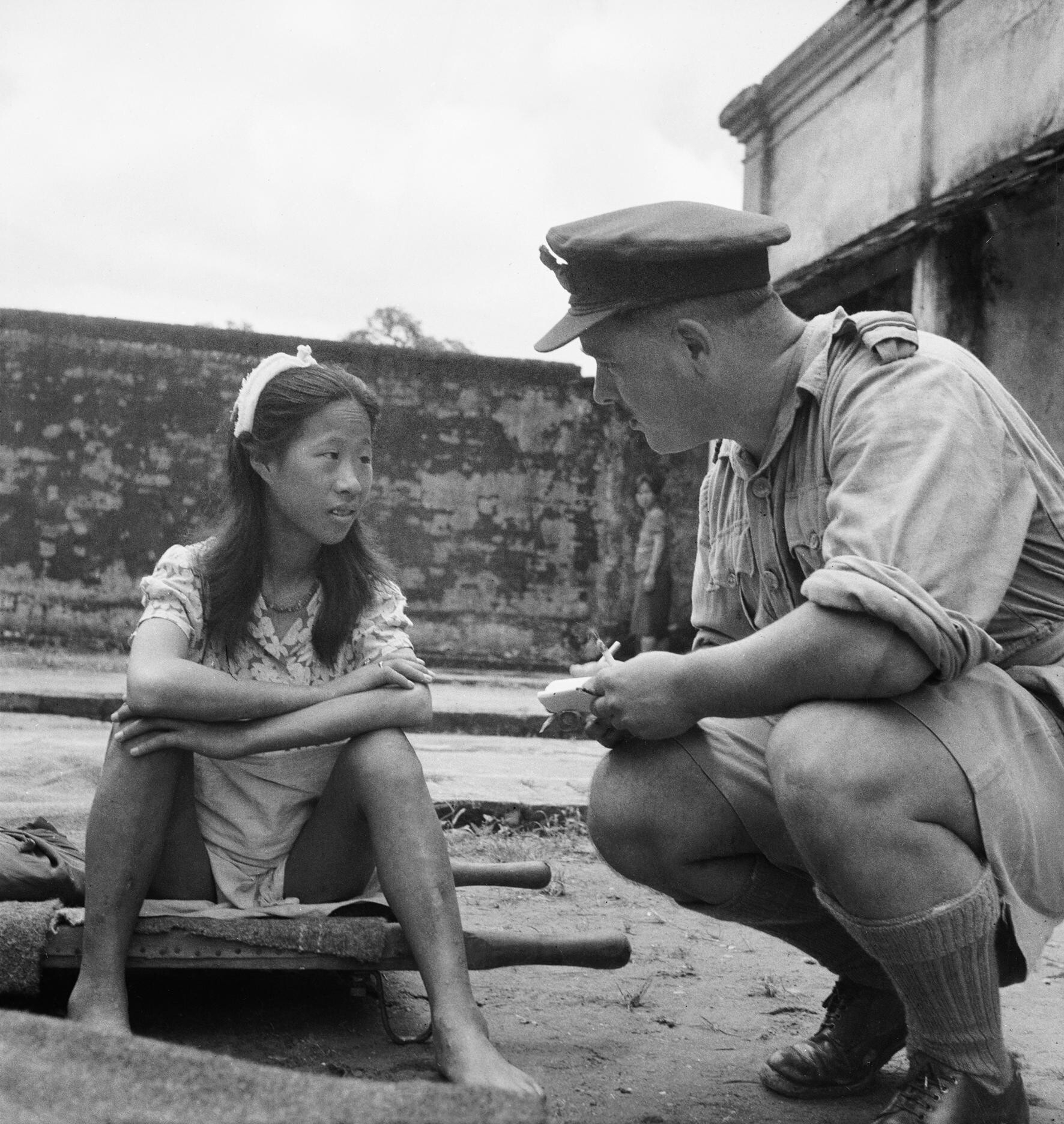
Befragung einer chinesischen „Trostfrau“, Rangoon, 8. August 1945

Zahlreiche Berichte finden sich über Zwangsprostitution im Zweiten Weltkrieg, wobei auf Seiten verschiedener Kriegsparteien Frauen systematisch sexuell missbraucht worden sind.
Während des Zweiten Weltkriegs wurden von der Wehrmacht und der SS Hunderte von Bordellen eingerichtet (Wehrmachtsbordell und Lagerbordell), in denen Frauen zur Prostitution gezwungen wurden.
Nach der deutschen Niederlage während der Besatzungszeit finden sich Berichte über Zwangsprostitution in der sowjetischen Besatzungszone (SBZ), beispielsweise in Marta Hillers autobiografischem Werk Eine Frau in Berlin. Durch Rotarmisten kam es nach der Eroberung deutscher Gebiete erst zu Vergewaltigungen, später begannen die Grenzen zwischen Vergewaltigung und Zwangsprostitution zu verschwimmen. Hiller nannte es „Essen anschlafen“.
Nach Schätzungen von Historikern wurden in Ostasien und Südostasien bis zu 200.000 Mädchen und Frauen zur Arbeit in Bordellen der japanischen Kaiserarmee gezwungen und beschönigend als Trostfrauen bezeichnet.

### Zwangsprostitution in neuerer Zeit
Durch einen Bericht des Fernsehmagazins Weltspiegel wurde im Dezember 2000 die Ausnutzung von Zwangsprostituierten durch deutsche KFOR- und UNMIK-Soldaten publik.
In Mazedonien und im Kosovo stationierte deutsche Soldaten hatten laut einem Bericht von Amnesty International vom Mai 2004 sexuelle Zwangsdienste von verschleppten Frauen und Kinderprostituierten in Anspruch genommen.
Ehemalige Zwangs- und Kinderprostituierte aus dem Kosovo haben ausgesagt, dass deutsche Soldaten und Offiziere regelmäßig unter ihren Kunden gewesen seien. Im Gegensatz zu den einheimischen Freiern hätten die Deutschen die Prostituierten nicht misshandelt. Deswegen habe man sie auch um Hilfe gebeten bei dem Versuch, aus der unerträglichen Lage zu entkommen. Die vernommenen Deutschen bestreiten dies, auch von vergitterten Fenstern der „Zimmer“ der Frauen habe man nichts gewusst. Trotz Bekanntwerden stieg die Zahl der Bordelle nach Angaben der UN-Verwaltung von 1999 mit 18 Etablissements, in denen Frauen zur Prostitution gezwungen wurden, auf 2004 schon 200 einschlägige Einrichtungen.
Nach Vorwürfen von Medica mondiale, einer Hilfsorganisation für traumatisierte Frauen, erklärte das Bundesverteidigungsministerium 2004, dass es umfangreiche Untersuchungen veranlasst habe, die jedoch ergeben hätten, dass die Vorwürfe falsch seien. Denn Soldaten dürften in der Freizeit das Lager nicht verlassen, und im Dienst bliebe aufgrund der Einsatzlage gar keine Gelegenheit zum Bordellbesuch.
Im Juni 2004 erschien ein Enthüllungsbericht der UNO-Mitarbeiter Kenneth Cain, Heidi Postlewait und Andrew Thomson mit dem Titel Emergency Sex and Other Desperate Measures, a True Story from Hell on Earth. In ihrem Buch berichten die Autoren von ausschweifenden Sex-Partys mit zur Prostitution gezwungenen Frauen und Mädchen, Korruption sowie Drogenmissbrauch auf Missionen in Haiti, Liberia, Somalia – und im Kosovo. Um das ohnehin angeschlagene Image der Weltorganisation nicht weiter zu demolieren, erwog der damalige Generalsekretär Kofi Annan Presseberichten zufolge rechtliche Maßnahmen gegen die Veröffentlichung.

## Gesetzestexte
Vereinte Nationen:
- UN-Übereinkommen gegen die grenzüberschreitende organisierte Kriminalität Volltext (englisch) (PDF; 426 kB)
- UN-Konvention gegen grenzüberschreitende Kriminalität Info Auswärtiges Amt
- Hintergrundinformation Nr. 4 der UN zu „Frauen 2000“ (Memento vom 15. März 2005 im Internet Archive) (PDF)

Europäische Union:
- Richtlinie 2011/36/EU des Europäischen Parlaments und des Rates vom 5. April 2011 zur Verhütung und Bekämpfung des Menschenhandels und zum Schutz seiner Opfer sowie zur Ersetzung des Rahmenbeschlusses 2002/629/JI des Rates
- Rahmenbeschluss des Rates vom 19. Juli 2002 zur Bekämpfung des Menschenhandels (Volltext)
- Bekämpfung des Menschenhandels. Zusammenfassung der Gesetzgebung. In: EUR-Lex. Amt für Veröffentlichungen der Europäischen Union
- Entschließung des Rates vom 20. Oktober 2003 über Initiativen zur Bekämpfung des Menschenhandels, insbesondere des Frauenhandels

Deutschland:
Österreich:
- Übersicht Strafgesetzbuch (Memento vom 1. Oktober 2007 im Internet Archive)

Schweiz:
- Schweizerisches Strafgesetzbuch im Volltext (PDF; 788 kB)
- Polizeibericht über Menschenhandel in der Schweiz und international (Memento vom 21. April 2004 im Internet Archive) (PDF)

## Zwangsprostitution in den Medien
- Eine erzählerische Aufarbeitung des Themas erfolgte 2003 durch den schwedischen Spielfilm Lilja 4-ever am Beispiel einer unerfahrenen 17-jährigen Frau aus Estland, die sich unverhofft nach Schweden in die Zwangsprostitution verkauft wiederfand.
- 2004 erschien der britisch-kanadische Fernsehfilm Sex Traffic über zwei Moldawierinnen.
- 2004 erschien der israelisch-französische Film Gelobtes Land. Er schildert, wie zwei Osteuropäerinnen nach Israel eingeschleust werden.
- 2004 erschien der amerikanische Film Spartan, bei dem die Entführung einer jungen Frau zum Auslöser einer Reihe von Morden wird.
- Die zwei-staffelige belgische TV-Serie Matrioshki – Mädchenhändler beschäftigt sich mit einem Bordell in Antwerpen, der junge Frauen aus Südost- und Osteuropa und Thailand in die Zwangsprostitution zwingt.
- 2005 wurde die Fernsehminiserie Human Trafficking – Menschenhandel mit Donald Sutherland produziert. Der Film handelt von Zwangsprostituierten, die mit dem Lover-Boy-Schema in die USA geschleust werden, und davon, wie Kinder im Ausland entführt werden, in diesem Fall ein kleines amerikanisches Mädchen auf den Philippinen. Der Film zeigt die internationale Vernetzung der Kriminellen und wie schwer es ist, diesen beizukommen.
- Im Film 96 Hours von 2008 sucht die Hauptperson, gespielt von Liam Neeson, seine verschleppte Tochter, die für die Verbrecher als hübsches und jungfräuliches Mädchen hochprofitabel ist, und deckt Schritt für Schritt die Machenschaften der Menschenhändler auf.
- Der Film Trade – Willkommen in Amerika beschäftigt sich mit den Themen moderne Sklaverei, Sex-Sklaverei, Zwangsprostitution und internationaler Menschenhandel. Die Opfer sind eine 13-jährige Mexikanerin, ein thailändischer Junge und die Polin Veronica, gespielt von Alicja Bachleda-Curuś.
- Der Fernsehfilm Schimanski: Loverboy von 2013 mit Götz George und Anna Loos thematisierte die Gefahren der Loverboy-Methode.
- Der Film Eden von 2012 basiert auf einem realen Fall in den USA.
- Der Film Sold von 2014 schildert das Schicksal eines Mädchens aus Nepal, das nach Indien verkauft wurde.
- 2017: In dem deutschen Spielfilm Ich gehöre ihm wird die 15-jährige Caro (dargestellt von Anna Bachmann) mittels der Loverboy-Methode von ihrem Freund zur Prostitution gezwungen.